# Аввакумов Яків Олександрович
Аввакумов Яків Олександрович (1897, село Телешівка, Симбірський повіт, Самарська губернія, Російська імперія — 7 липня 1942, Бельов, Тульська область, РРФСР, СРСР) — радянський військовик, генерал-майор (1940). Загинув під час Другої світової війни.

## Біографія
Народився у селянській родині. Учасник Першої світової війни. У Червоній армії — з 1918 року. Учасник громадянської війни в Росії, командував ротою та батальйоном. Брав участь у радянській окупації Азербайджану та Грузії. З 1924 року — член ВКП(б).
Закінчив курси «Постріл» (1929), командував батальйоном та полком у Кавказькій червонопрапорній армії.
У 1937—1938 роках — командир 59-го стрілецького полку. З травня 1938 року — командир 93-ї стрілецької дивізії. З 14 серпня 1939 року — командир 35-го стрілецького корпусу. На чолі корпусу брав участь в окупації Заходу України (1939) та Бессарабії (1940).
З 8 липня 1940 року — помічник генерал-інспектора піхоти РСЧА.

### Німецько-радянська війна
На початку німецько-радянської війни генерал-майор Аввакумов командував оперативною групою військ НКВС в Карелії, а згодом — 1-ю стрілецькою бригадою у Петрозаводську. Восени 1941 року спершу командував 37-ю стрілецькою дивізією, а потім Медвеж'єгорською оперативною групою Карельського фронту.
З листопада 1941 року — начальник тилу 61-ї армії. Загинув під час бомбардування 7 липня 1942 року.

## Військові звання
- Полковник (1936)
- Комбриг (31 липня 1938)
- Генерал-майор (4 червня 1940)

## Нагороди
- Орден Червоної Зірки (1936)
- Орден Вітчизняної війни 1-го ступеня (1965; посмертно)
- Медаль «XX років РСЧА»